# Liste des émissions de franc français sous la monarchie de Juillet

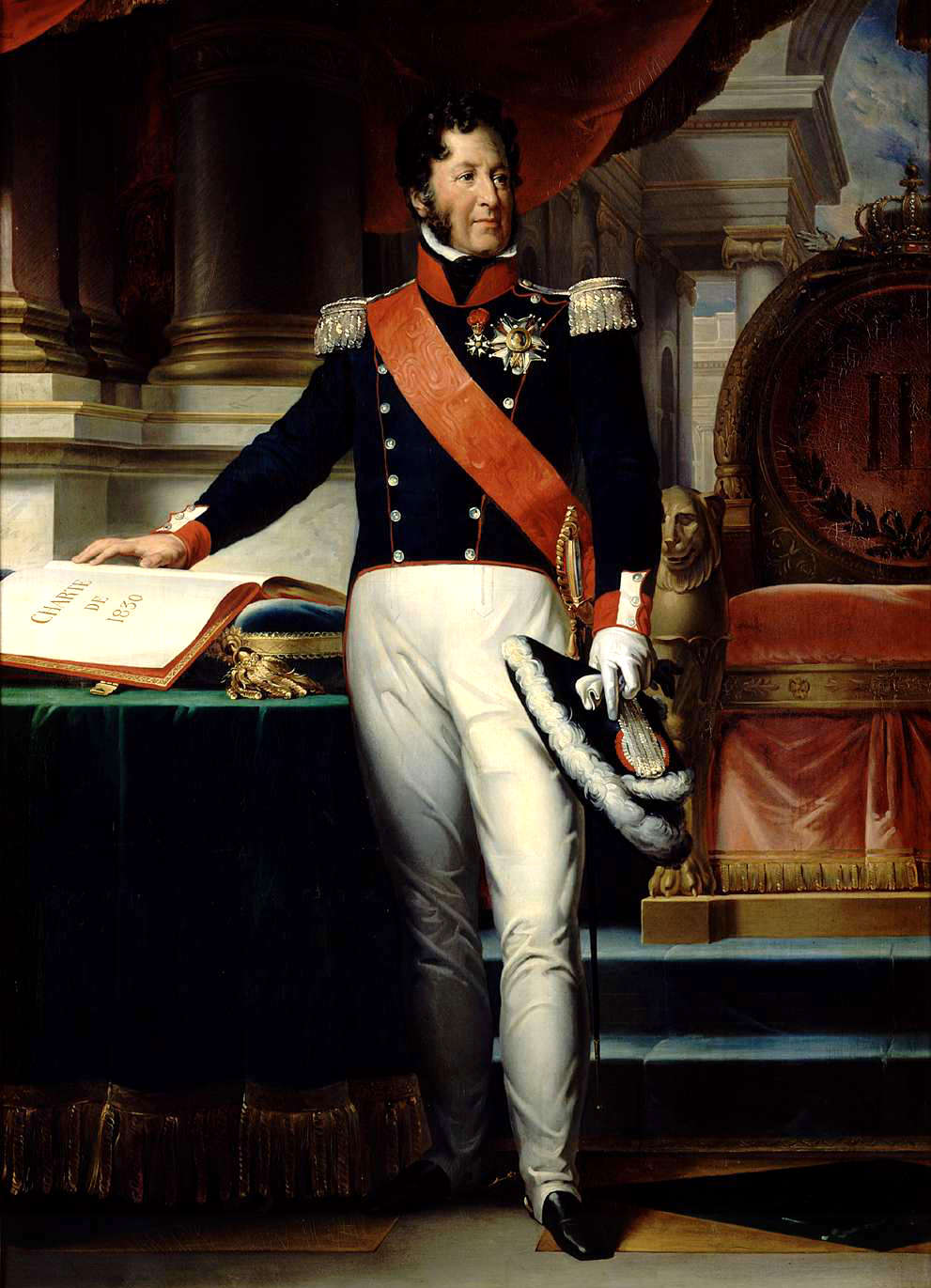
Le roi Louis-Philippe Ier dont l'effigie est présente sur l'avers des pièces de cette période.

Liste les émissions de franc français sous la monarchie de Juillet entre 1830 et 1848.
Les pièces sont ici à l’effigie du seul roi des Français de cette période : Louis-Philippe Ier.

## Pièces

### Types de circulation courante

#### ¼ franc
| \| ¼ franc Louis-Philippe Ier \| | \| ¼ franc Louis-Philippe Ier \|                                                                        | \| ¼ franc Louis-Philippe Ier \|                                                                                         | \| ¼ franc Louis-Philippe Ier \|                                                                                         | \| ¼ franc Louis-Philippe Ier \| |
| --- | --- | --- | --- | -------------------------------- |
| | | | |                                  |
| Avers : Louis-Philippe Ier tête laurée, entouré de l'inscription « Louis-Philippe I Roi des Français ». | Avers : Louis-Philippe Ier tête laurée, entouré de l'inscription « Louis-Philippe I Roi des Français ». | Revers : La valeur faciale « ¼ FRANC » et le millésime entourés d'une branche de laurier à gauche et d'olivier à droite. | Revers : La valeur faciale « ¼ FRANC » et le millésime entourés d'une branche de laurier à gauche et d'olivier à droite. |                                  |
| Masse 1,25 g | Alliage Argent 900 ‰                                                                                    | Diamètre 15 mm | Épaisseur |                                  |
| Artiste(s) Joseph-François Domard | Artiste(s) Joseph-François Domard                                                                       | Tranche Striée | Tranche Striée |                                  |
| Millésimes 1831-1845 | | | |                                  |
| | | | |                                  |
| Remarques – Marque des ateliers monétaires sur le revers : A (Paris), B (Rouen), BB (Strasbourg), D (Lyon), H (La Rochelle), I (Limoges), K (Bordeaux), L (Bayonne), M (Toulouse), MA (Marseille), Q (Perpignan), T (Nantes) et W (Lille). | | | |                                  |
| ¼ franc Louis-Philippe Ier | | | |                                  |

#### 25 centimes
| \| 25 centimes Louis-Philippe Ier \|                                                                                         | \| 25 centimes Louis-Philippe Ier \|                                                                    | \| 25 centimes Louis-Philippe Ier \|                                                                                      | \| 25 centimes Louis-Philippe Ier \|                                                                                      | \| 25 centimes Louis-Philippe Ier \| |
| --- | --- | --- | --- | ------------------------------------ |
| | | | |                                      |
| Avers : Louis-Philippe Ier tête laurée, entouré de l'inscription « Louis-Philippe I Roi des Français ».                      | Avers : Louis-Philippe Ier tête laurée, entouré de l'inscription « Louis-Philippe I Roi des Français ». | Revers : La valeur faciale « 25 CENT. » et le millésime entourés d'une branche de laurier à gauche et d'olivier à droite. | Revers : La valeur faciale « 25 CENT. » et le millésime entourés d'une branche de laurier à gauche et d'olivier à droite. |                                      |
| Masse 1,25 g | Alliage Argent 900 ‰                                                                                    | Diamètre 15 mm | Épaisseur |                                      |
| Artiste(s) Joseph-François Domard                                                                                            | Artiste(s) Joseph-François Domard                                                                       | Tranche Striée | Tranche Striée |                                      |
| Millésimes 1845-1848 | | | |                                      |
| | | | |                                      |
| Remarques – Marque des ateliers monétaires sur le revers : A (Paris), B (Rouen), BB (Strasbourg), K (Bordeaux) et W (Lille). | | | |                                      |
| 25 centimes Louis-Philippe Ier                                                                                               | | | |                                      |

#### ½ franc
| \| ½ franc Louis-Philippe Ier \| | \| ½ franc Louis-Philippe Ier \|                                                                        | \| ½ franc Louis-Philippe Ier \|                                                                                         | \| ½ franc Louis-Philippe Ier \|                                                                                         | \| ½ franc Louis-Philippe Ier \| |
| --- | --- | --- | --- | -------------------------------- |
| | | | |                                  |
| Avers : Louis-Philippe Ier tête laurée, entouré de l'inscription « Louis-Philippe I Roi des Français ». | Avers : Louis-Philippe Ier tête laurée, entouré de l'inscription « Louis-Philippe I Roi des Français ». | Revers : La valeur faciale « ½ FRANC » et le millésime entourés d'une branche de laurier à gauche et d'olivier à droite. | Revers : La valeur faciale « ½ FRANC » et le millésime entourés d'une branche de laurier à gauche et d'olivier à droite. |                                  |
| Masse 2,5 g | Alliage Argent 900 ‰                                                                                    | Diamètre 18 mm | Épaisseur 0,5 mm |                                  |
| Artiste(s) Joseph-François Domard | Artiste(s) Joseph-François Domard                                                                       | Tranche Striée | Tranche Striée |                                  |
| Millésimes 1831-1845 | | | |                                  |
| | | | |                                  |
| Remarques – Marque des ateliers monétaires sur le revers : A (Paris), B (Rouen), BB (Strasbourg), D (Lyon), H (La Rochelle), I (Limoges), K (Bordeaux), L (Bayonne), M (Toulouse), MA (Marseille), Q (Perpignan), T (Nantes) et W (Lille). | | | |                                  |
| ½ franc Louis-Philippe Ier | | | |                                  |

#### 50 centimes
| \| 50 centimes Louis-Philippe Ier \|                                                                                         | \| 50 centimes Louis-Philippe Ier \|                                                                    | \| 50 centimes Louis-Philippe Ier \|                                                                                      | \| 50 centimes Louis-Philippe Ier \|                                                                                      | \| 50 centimes Louis-Philippe Ier \| |
| --- | --- | --- | --- | ------------------------------------ |
| | | | |                                      |
| Avers : Louis-Philippe Ier tête laurée, entouré de l'inscription « Louis-Philippe I Roi des Français ».                      | Avers : Louis-Philippe Ier tête laurée, entouré de l'inscription « Louis-Philippe I Roi des Français ». | Revers : La valeur faciale « 50 CENT. » et le millésime entourés d'une branche de laurier à gauche et d'olivier à droite. | Revers : La valeur faciale « 50 CENT. » et le millésime entourés d'une branche de laurier à gauche et d'olivier à droite. |                                      |
| Masse 2,5 g | Alliage Argent 900 ‰                                                                                    | Diamètre 18 mm | Épaisseur |                                      |
| Artiste(s) Joseph-François Domard                                                                                            | Artiste(s) Joseph-François Domard                                                                       | Tranche Striée | Tranche Striée |                                      |
| Millésimes 1845-1848 | | | |                                      |
| | | | |                                      |
| Remarques – Marque des ateliers monétaires sur le revers : A (Paris), B (Rouen), BB (Strasbourg), K (Bordeaux) et W (Lille). | | | |                                      |
| 50 centimes Louis-Philippe Ier                                                                                               | | | |                                      |

#### 1 franc
| \| 1 franc Louis-Philippe Ier (Tête nue) \| | \| 1 franc Louis-Philippe Ier (Tête nue) \|                                                          | \| 1 franc Louis-Philippe Ier (Tête nue) \|                                                                              | \| 1 franc Louis-Philippe Ier (Tête nue) \|                                                                              | \| 1 franc Louis-Philippe Ier (Tête nue) \| |
| --- | --- | --- | --- | ------------------------------------------- |
| | | | |                                             |
| Avers : Louis-Philippe Ier tête nue, entouré de l'inscription « Louis-Philippe I Roi des Français ». | Avers : Louis-Philippe Ier tête nue, entouré de l'inscription « Louis-Philippe I Roi des Français ». | Revers : La valeur faciale « 1 FRANC » et le millésime entourés d'une branche de laurier à gauche et d'olivier à droite. | Revers : La valeur faciale « 1 FRANC » et le millésime entourés d'une branche de laurier à gauche et d'olivier à droite. |                                             |
| Masse 5 g | Alliage Argent 900 ‰                                                                                 | Diamètre 23 mm | Épaisseur |                                             |
| Artiste(s) Joseph-François Domard | Artiste(s) Joseph-François Domard                                                                    | Tranche Striée | Tranche Striée |                                             |
| Millésimes 1831 | | | |                                             |
| | | | |                                             |
| Remarques – Marque des ateliers monétaires sur le revers : A (Paris), B (Rouen), BB (Strasbourg), D (Lyon), H (La Rochelle), I (Limoges), K (Bordeaux), L (Bayonne), M (Toulouse), Q (Perpignan), T (Nantes) et W (Lille). | | | |                                             |
| 1 franc Louis-Philippe Ier (Tête nue) | | | |                                             |

| \| 1 franc Louis-Philippe Ier (Tête laurée) \| | \| 1 franc Louis-Philippe Ier (Tête laurée) \|                                                          | \| 1 franc Louis-Philippe Ier (Tête laurée) \|                                                                           | \| 1 franc Louis-Philippe Ier (Tête laurée) \|                                                                           | \| 1 franc Louis-Philippe Ier (Tête laurée) \| |
| --- | --- | --- | --- | ---------------------------------------------- |
| | | | |                                                |
| Avers : Louis-Philippe Ier tête laurée, entouré de l'inscription « Louis-Philippe I Roi des Français ». | Avers : Louis-Philippe Ier tête laurée, entouré de l'inscription « Louis-Philippe I Roi des Français ». | Revers : La valeur faciale « 1 FRANC » et le millésime entourés d'une branche de laurier à gauche et d'olivier à droite. | Revers : La valeur faciale « 1 FRANC » et le millésime entourés d'une branche de laurier à gauche et d'olivier à droite. |                                                |
| Masse 5 g | Alliage Argent 900 ‰                                                                                    | Diamètre 23 mm | Épaisseur |                                                |
| Artiste(s) Joseph-François Domard | Artiste(s) Joseph-François Domard                                                                       | Tranche Striée | Tranche Striée |                                                |
| Millésimes 1832-1848 | | | |                                                |
| | | | |                                                |
| Remarques – Marque des ateliers monétaires sur le revers : A (Paris), B (Rouen), BB (Strasbourg), D (Lyon), H (La Rochelle), I (Limoges), K (Bordeaux), L (Bayonne), M (Toulouse), MA (Marseille), Q (Perpignan), T (Nantes) et W (Lille). | | | |                                                |
| 1 franc Louis-Philippe Ier (Tête laurée) | | | |                                                |

#### 2 francs
| \| 2 francs Louis-Philippe Ier \| | \| 2 francs Louis-Philippe Ier \|                                                                       | \| 2 francs Louis-Philippe Ier \|                                                                                         | \| 2 francs Louis-Philippe Ier \|                                                                                         | \| 2 francs Louis-Philippe Ier \| |
| --- | --- | --- | --- | --------------------------------- |
| | | | |                                   |
| Avers : Louis-Philippe Ier tête laurée, entouré de l'inscription « Louis-Philippe I Roi des Français ». | Avers : Louis-Philippe Ier tête laurée, entouré de l'inscription « Louis-Philippe I Roi des Français ». | Revers : La valeur faciale « 2 FRANCS » et le millésime entourés d'une branche de laurier à gauche et d'olivier à droite. | Revers : La valeur faciale « 2 FRANCS » et le millésime entourés d'une branche de laurier à gauche et d'olivier à droite. |                                   |
| Masse 10 g | Alliage Argent 900 ‰                                                                                    | Diamètre 27 mm | Épaisseur |                                   |
| Artiste(s) Joseph-François Domard | Artiste(s) Joseph-François Domard                                                                       | Tranche Striée | Tranche Striée |                                   |
| Millésimes 1831-1848 | | | |                                   |
| | | | |                                   |
| Remarques – Marque des ateliers monétaires sur le revers : A (Paris), B (Rouen), BB (Strasbourg), D (Lyon), H (La Rochelle), I (Limoges), K (Bordeaux), L (Bayonne), M (Toulouse), MA (Marseille), Q (Perpignan), T (Nantes) et W (Lille). | | | |                                   |
| 2 francs Louis-Philippe Ier | | | |                                   |

#### 5 francs
| \| 5 francs Louis-Philippe (tête nue, sans le I) \|                                                     | \| 5 francs Louis-Philippe (tête nue, sans le I) \|                                                | \| 5 francs Louis-Philippe (tête nue, sans le I) \|                                         | \| 5 francs Louis-Philippe (tête nue, sans le I) \|                                         | \| 5 francs Louis-Philippe (tête nue, sans le I) \| |
| --- | -------------------------------------------------------------------------------------------------- | ------------------------------------------------------------------------------------------- | ------------------------------------------------------------------------------------------- | --------------------------------------------------- |
| | |                                                                                             |                                                                                             |                                                     |
| Avers : Louis-Philippe Ier tête nue, entouré de l'inscription « Louis-Philippe Roi des Français ».      | Avers : Louis-Philippe Ier tête nue, entouré de l'inscription « Louis-Philippe Roi des Français ». | Revers : La valeur faciale « 5 FRANCS » et le millésime entourés d'une couronne de laurier. | Revers : La valeur faciale « 5 FRANCS » et le millésime entourés d'une couronne de laurier. |                                                     |
| Masse 25 g                                                                                              | Alliage Argent 900 ‰                                                                               | Diamètre 37 mm                                                                              | Épaisseur                                                                                   |                                                     |
| Artiste(s) Nicolas-Pierre Tiolier                                                                       | Artiste(s) Nicolas-Pierre Tiolier                                                                  | Tranche Deux types avec l'inscription « Dieu protège la France » : en creux ou en relief,   | Tranche Deux types avec l'inscription « Dieu protège la France » : en creux ou en relief,   |                                                     |
| Millésimes 1830                                                                                         | |                                                                                             |                                                                                             |                                                     |
| | |                                                                                             |                                                                                             |                                                     |
| Remarques – Marque des ateliers monétaires sur le revers : A (Paris), B (Rouen), D (Lyon) et W (Lille). | |                                                                                             |                                                                                             |                                                     |
| 5 francs Louis-Philippe (tête nue, sans le I)                                                           | |                                                                                             |                                                                                             |                                                     |

| \| 5 francs Louis-Philippe Ier (tête nue, avec le I) \| | \| 5 francs Louis-Philippe Ier (tête nue, avec le I) \|                                              | \| 5 francs Louis-Philippe Ier (tête nue, avec le I) \|                                     | \| 5 francs Louis-Philippe Ier (tête nue, avec le I) \|                                     | \| 5 francs Louis-Philippe Ier (tête nue, avec le I) \| |
| --- | --- | ------------------------------------------------------------------------------------------- | ------------------------------------------------------------------------------------------- | ------------------------------------------------------- |
| | |                                                                                             |                                                                                             |                                                         |
| Avers : Louis-Philippe Ier tête nue, entouré de l'inscription « Louis-Philippe I Roi des Français ». | Avers : Louis-Philippe Ier tête nue, entouré de l'inscription « Louis-Philippe I Roi des Français ». | Revers : La valeur faciale « 5 FRANCS » et le millésime entourés d'une couronne de laurier. | Revers : La valeur faciale « 5 FRANCS » et le millésime entourés d'une couronne de laurier. |                                                         |
| Masse 25 g | Alliage Argent 900 ‰                                                                                 | Diamètre 37 mm                                                                              | Épaisseur                                                                                   |                                                         |
| Artiste(s) Nicolas-Pierre Tiolier | Artiste(s) Nicolas-Pierre Tiolier                                                                    | Tranche Deux types avec l'inscription « Dieu protège la France » : en creux ou en relief,   | Tranche Deux types avec l'inscription « Dieu protège la France » : en creux ou en relief,   |                                                         |
| Millésimes 1830-1831 | |                                                                                             |                                                                                             |                                                         |
| | |                                                                                             |                                                                                             |                                                         |
| Remarques – Marque des ateliers monétaires sur le revers : A (Paris), B (Rouen), BB (Strasbourg), D (Lyon), H (La Rochelle), I (Limoges), K (Bordeaux), L (Bayonne), M (Toulouse), MA (Marseille), Q (Perpignan), T (Nantes) et W (Lille). | |                                                                                             |                                                                                             |                                                         |
| 5 francs Louis-Philippe Ier (tête nue, avec le I) | |                                                                                             |                                                                                             |                                                         |

| \| 5 francs Louis-Philippe Ier (tête laurée) \| | \| 5 francs Louis-Philippe Ier (tête laurée) \|                                                         | \| 5 francs Louis-Philippe Ier (tête laurée) \|                                             | \| 5 francs Louis-Philippe Ier (tête laurée) \|                                             | \| 5 francs Louis-Philippe Ier (tête laurée) \| |
| --- | --- | ------------------------------------------------------------------------------------------- | ------------------------------------------------------------------------------------------- | ----------------------------------------------- |
| Revers et avers | |                                                                                             |                                                                                             |                                                 |
| Avers : Louis-Philippe Ier tête laurée, entouré de l'inscription « Louis-Philippe I Roi des Français ». | Avers : Louis-Philippe Ier tête laurée, entouré de l'inscription « Louis-Philippe I Roi des Français ». | Revers : La valeur faciale « 5 FRANCS » et le millésime entourés d'une couronne de laurier. | Revers : La valeur faciale « 5 FRANCS » et le millésime entourés d'une couronne de laurier. |                                                 |
| Masse 25 g | Alliage Argent 900 ‰                                                                                    | Diamètre 37 mm                                                                              | Épaisseur                                                                                   |                                                 |
| Artiste(s) Nicolas-Pierre Tiolier | Artiste(s) Nicolas-Pierre Tiolier                                                                       | Tranche Deux types avec l'inscription « Dieu protège la France » : en creux ou en relief,   | Tranche Deux types avec l'inscription « Dieu protège la France » : en creux ou en relief,   |                                                 |
| Millésimes 1831-1848 | |                                                                                             |                                                                                             |                                                 |
| | |                                                                                             |                                                                                             |                                                 |
| Remarques – Marque des ateliers monétaires sur le revers : A (Paris), B (Rouen), BB (Strasbourg), D (Lyon), H (La Rochelle), I (Limoges), K (Bordeaux), L (Bayonne), M (Toulouse), MA (Marseille), Q (Perpignan), T (Nantes) et W (Lille). | |                                                                                             |                                                                                             |                                                 |
| 5 francs Louis-Philippe Ier (tête laurée) | |                                                                                             |                                                                                             |                                                 |

### Monnaies en Or

#### 20 francs
| \| 20 francs Louis-Philippe Ier (Tête nue) \|                                                             | \| 20 francs Louis-Philippe Ier (Tête nue) \|                  | \| 20 francs Louis-Philippe Ier (Tête nue) \|                                           | \| 20 francs Louis-Philippe Ier (Tête nue) \|                                           | \| 20 francs Louis-Philippe Ier (Tête nue) \| |
| --- | -------------------------------------------------------------- | --------------------------------------------------------------------------------------- | --------------------------------------------------------------------------------------- | --------------------------------------------- |
| Avers |                                                                |                                                                                         |                                                                                         |                                               |
| Avers : Louis-Philippe Ier, tête nue, regardant vers la gauche                                            | Avers : Louis-Philippe Ier, tête nue, regardant vers la gauche | Revers : La valeur faciale : « 20 FRANCS » et l'année d'émission entourées de lauriers. | Revers : La valeur faciale : « 20 FRANCS » et l'année d'émission entourées de lauriers. |                                               |
| Masse 6,45 g                                                                                              | Alliage Or 900 ‰ dont 5,8 g pur.                               | Diamètre 21 mm                                                                          | Épaisseur                                                                               |                                               |
| Artiste(s) Joseph-François Domard                                                                         | Artiste(s) Joseph-François Domard                              | Tranche Inscription « Dieu protège la France »                                          | Tranche Inscription « Dieu protège la France »                                          |                                               |
| Millésimes 1830-1831                                                                                      |                                                                |                                                                                         |                                                                                         |                                               |
| |                                                                |                                                                                         |                                                                                         |                                               |
| Remarques – Marque des ateliers monétaires sur le revers : A (Paris), B (Rouen), T (Nantes) et W (Lille). |                                                                |                                                                                         |                                                                                         |                                               |
| 20 francs Louis-Philippe Ier (Tête nue)                                                                   |                                                                |                                                                                         |                                                                                         |                                               |

| \| 20 francs Louis-Philippe Ier (Tête laurée) \|                                                                       | \| 20 francs Louis-Philippe Ier (Tête laurée) \|                  | \| 20 francs Louis-Philippe Ier (Tête laurée) \|                                        | \| 20 francs Louis-Philippe Ier (Tête laurée) \|                                        | \| 20 francs Louis-Philippe Ier (Tête laurée) \| |
| --- | ----------------------------------------------------------------- | --------------------------------------------------------------------------------------- | --------------------------------------------------------------------------------------- | ------------------------------------------------ |
| Avers et revers |                                                                   |                                                                                         |                                                                                         |                                                  |
| Avers : Louis-Philippe Ier, tête laurée, regardant vers la gauche                                                      | Avers : Louis-Philippe Ier, tête laurée, regardant vers la gauche | Revers : La valeur faciale : « 20 FRANCS » et l'année d'émission entourées de lauriers. | Revers : La valeur faciale : « 20 FRANCS » et l'année d'émission entourées de lauriers. |                                                  |
| Masse 6,45 g | Alliage Or 900 ‰ dont 5,8 g pur.                                  | Diamètre 21 mm                                                                          | Épaisseur                                                                               |                                                  |
| Artiste(s) Joseph-François Domard                                                                                      | Artiste(s) Joseph-François Domard                                 | Tranche Inscription « Dieu protège la France »                                          | Tranche Inscription « Dieu protège la France »                                          |                                                  |
| Millésimes 1832-1848                                                                                                   |                                                                   |                                                                                         |                                                                                         |                                                  |
| |                                                                   |                                                                                         |                                                                                         |                                                  |
| Remarques – Marque des ateliers monétaires sur le revers : A (Paris), B (Rouen), L (Bayonne), T (Nantes) et W (Lille). |                                                                   |                                                                                         |                                                                                         |                                                  |
| 20 francs Louis-Philippe Ier (Tête laurée)                                                                             |                                                                   |                                                                                         |                                                                                         |                                                  |

#### 40 francs
| \| 40 francs Louis-Philippe Ier \|                                                              | \| 40 francs Louis-Philippe Ier \|                                | \| 40 francs Louis-Philippe Ier \|                                                      | \| 40 francs Louis-Philippe Ier \|                                                      | \| 40 francs Louis-Philippe Ier \| |
| ----------------------------------------------------------------------------------------------- | ----------------------------------------------------------------- | --------------------------------------------------------------------------------------- | --------------------------------------------------------------------------------------- | ---------------------------------- |
|                                                                                                 |                                                                   |                                                                                         |                                                                                         |                                    |
| Avers : Louis-Philippe Ier, tête laurée, regardant vers la gauche                               | Avers : Louis-Philippe Ier, tête laurée, regardant vers la gauche | Revers : La valeur faciale : « 40 FRANCS » et l'année d'émission entourées de lauriers. | Revers : La valeur faciale : « 40 FRANCS » et l'année d'émission entourées de lauriers. |                                    |
| Masse 12,9 g                                                                                    | Alliage Or 900 ‰ dont 11,61 g pur.                                | Diamètre 26 mm                                                                          | Épaisseur 1,6 mm                                                                        |                                    |
| Artiste(s) Joseph-François Domard                                                               | Artiste(s) Joseph-François Domard                                 | Tranche Inscription « Dieu protège la France »                                          | Tranche Inscription « Dieu protège la France »                                          |                                    |
| Millésimes 1831-1839                                                                            |                                                                   |                                                                                         |                                                                                         |                                    |
|                                                                                                 |                                                                   |                                                                                         |                                                                                         |                                    |
| Remarques – Marque des ateliers monétaires sur le revers : A (Paris), B (Rouen) et L (Bayonne). |                                                                   |                                                                                         |                                                                                         |                                    |
| 40 francs Louis-Philippe Ier                                                                    |                                                                   |                                                                                         |                                                                                         |                                    |

## Billets
Durant cette période, la Banque de France émit les billets suivants :

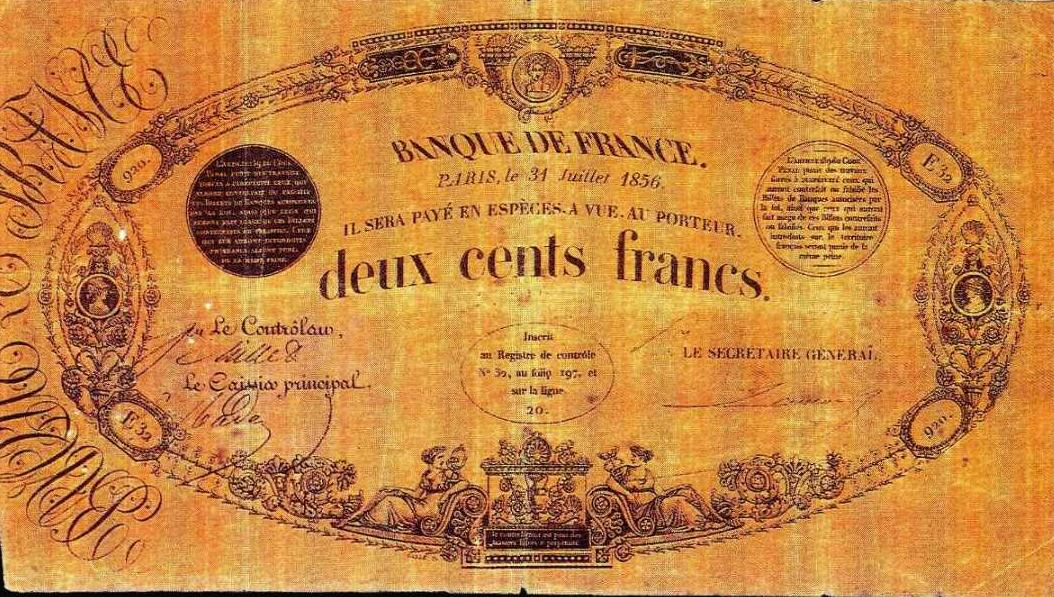
Le 200 francs noir.
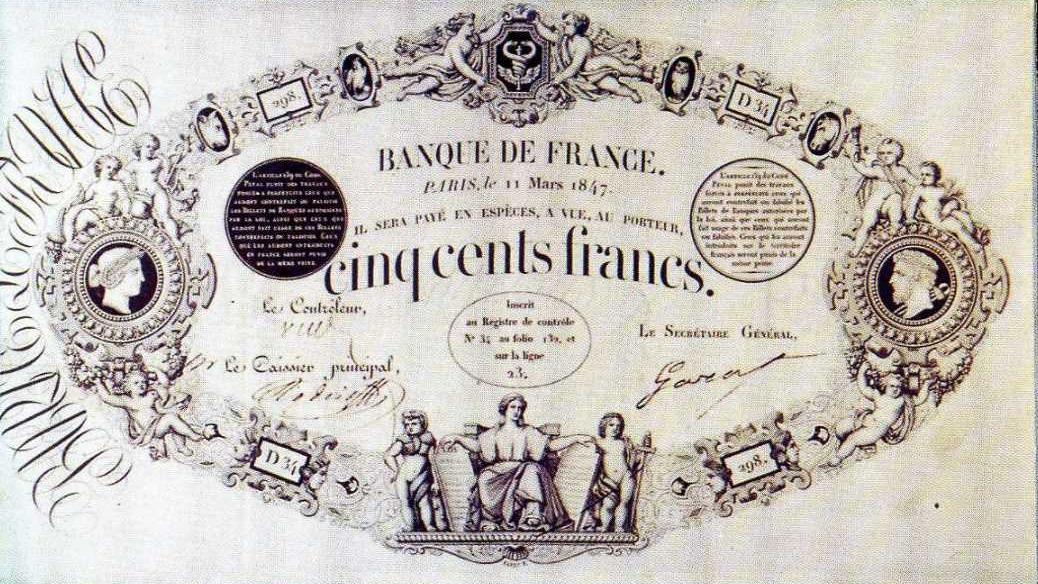
Le 500 francs noir.
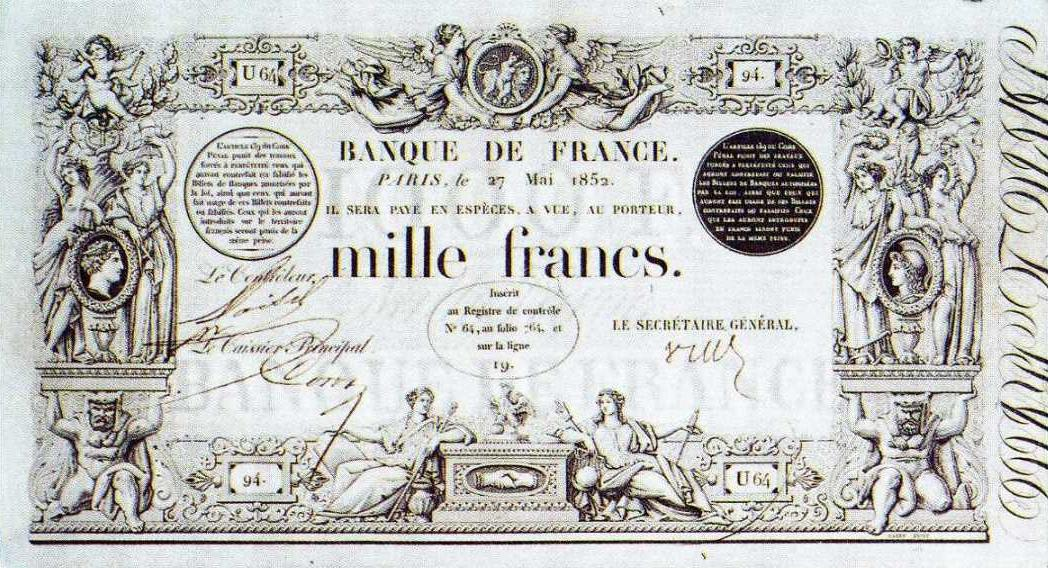
Le 1000 francs noir.
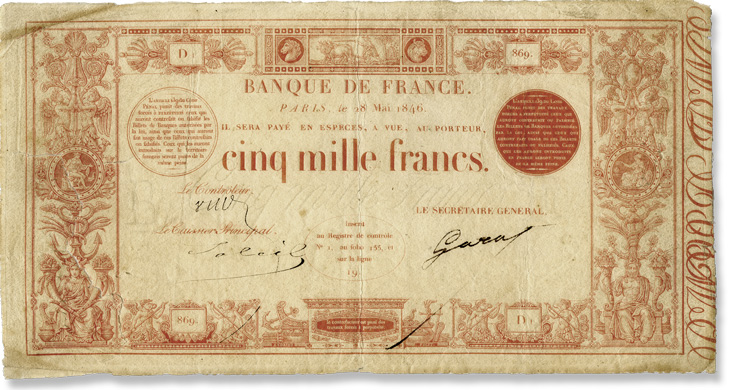
Le 5000 francs rouge.